# 2016-os női sakkvilágbajnokság
A 2016-os női sakkvilágbajnokság eredetileg 2015. október 11–31. között került volna megrendezésre. A helyszín (Lvov, Ukrajna) véglegesítése után a mérkőzésre 2016. március 1–14 között került sor. A világbajnoki döntő 10 játszmás páros mérkőzéses formában zajlott a 2015. márciusban kieséses (knock out) rendszerben lebonyolított 2015-ös világbajnokság győztese Marija Muzicsuk, valamint a 2013–2014-es Grand Prix sorozat győztese Hou Ji-fan között.
A világbajnoki döntőn a kínai Hou Ji-fan 6–3-ra legyőzte az ukrán Marija Muzicsukot, ezzel 2010–2012, valamint 2013–2015 után ismét ő lett a női sakkozás világbajnoka.

## A kvalifikáció

### A 2014-ről 2015. márciusra halasztott világbajnokság
A 2014-es női sakkvilágbajnokság a színhely és a szponzor hiánya miatt lett 2015. márciusra halasztva. 2014. november 24-én jelentették be, hogy a női világbajnokságra 2015. március 15-től a Carlsen–Ánand sakkvilágbajnoki döntőnek is helyszínt adó Szocsiban kerül sor. Ezen a versenyen 64 versenyző kieséses rendszerben döntötte el a világbajnoki címet. A versenyen a regnáló világbajnoknak is indulnia kellett volna, hogy ne veszítse el  a címét. A világbajnok Hou Ji-fan nem indult el, így új világbajnok avatására került sor az ukrán Marija Muzicsuk személyében.

### 2013–2014. évi Grand Prix versenysorozat
A Grand Prix sorozat hat versenyből állt, amelyek közül minden játékosnak négy versenyen kellett részt vennie. Az első versenyt Bela Khotenashvili, a másodikat és a harmadikat Kónéru Hanpi, a negyediket és az ötödiket Hou Ji-fan nyerte. A végső sorrendet eldöntő hatodik verseny előtt Kónéru Hanpi 5 pont előnnyel vezetett riválisa előtt, de az utolsó versenyen Hou Ji-fan holtversenyben az első helyen végzett, míg Kónéru Hanpi csak a 7. lett, ezzel Hou Ji-fan lett a versenysorozat győztese.

## Egymás elleni eredmények
A két versenyző összesen három alkalommal találkozott, amelyek mérlege 2,5–0,5 Hou Ji-fan javára. Találkozóik érdekessége, hogy mindhárom alkalommal Hou Ji-fan vezette a sötét bábukat. Utolsó olyan versenyük, amelyen mindketten részt vettek a 2015–2016-os Grand Prix sorozat első versenye volt, amelyen Hou Ji-fan két pont előnnyel szerezte meg az első helyet, egymás elleni játszmájukban legyőzve a második helyen végzett Marija Muzicsukot.

## A díjalap
A mérkőzés díjalapja 200 000 euró (hozzávetőlegesen 217 000 dollár) volt. Tekintettel arra, hogy a mérkőzésre Marija Muzicsuk országában, Ukrajnában került sor, Hou Ji-fan eleve 10 000 dollárt kapott, és a fennmaradó 190 000 euró lett 60–40 százalék arányban felosztva a győztes és a vesztes között. Ha a mérkőzésen rájátszásra került volna sor, akkor a díjalap felosztása 55–45% lett volna.

## A mérkőzés helyszíne és lebonyolítása

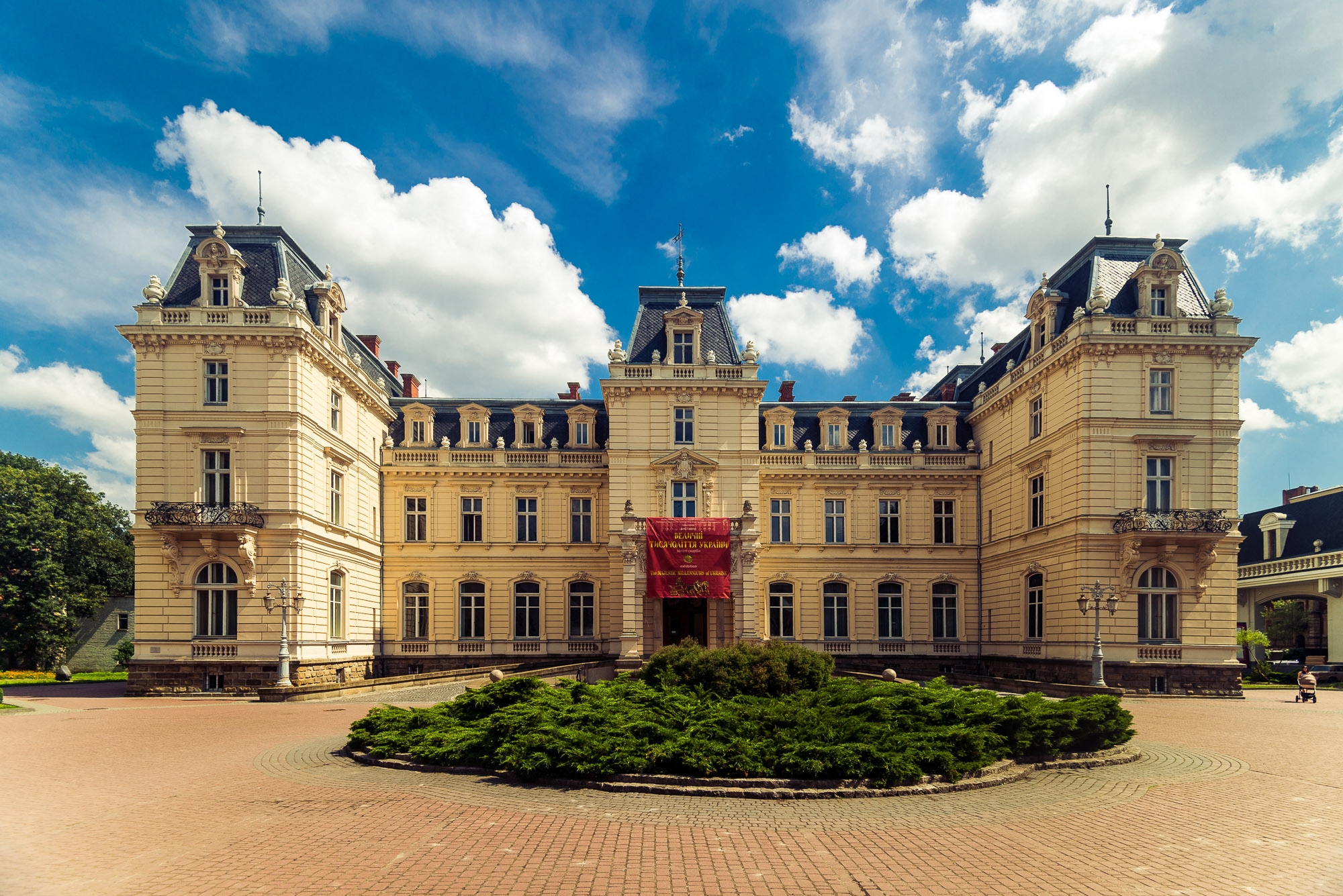
Potocki-palota, Lviv
A mérkőzés helyszíne

Az ünnepélyes megnyitót és a sorsolást 2016. március 1-én tartották színvonalas műsor keretében Lvovban a Nemzeti Akadémiai Opera és Balettszínházban. A mérkőzés helyszíne a Potocki-palota volt. A sorsolás alapján az első játszmában Marija Muzicsuk kezdett világos színnel. A negyedik játszma után a színeket megcserélték. Minden második játszmát egy szabadnap követett, és a 9. játszma után még egy szabadnapot kaptak volna a versenyzők az utolsó, 10. játszma előtt. Minden játszma helyi idő szerint 15:00 órakor kezdődött.
Az első 40 lépéshez 90 perc állt rendelkezésre, majd ezt követően még 30–30 perc időt kaptak a játszma befejezéséhez. Ezen felül a játékosok az első lépéstől kezdve lépésenként 30 másodperc többletidőt kaptak. A kiírás szerint a győzelmet az szerzi meg, aki először éri el az 5,5 pontot. Ha a 10. játszmát követően az eredmény 5–5, akkor egy pihenőnap után rájátszásra kerül sor. A rájátszás első szakasza négy rapidjátszmából áll, amelyben 25–25 perc áll a versenyzők rendelkezésére, lépésenként 10 másodperces többletidővel. Ha az eredmény ezt követően is egyenlő, akkor két-két játékból álló villámjátszmák következnek, amelyben 5–5 perc, és lépésenként 3 másodperc többletidő áll a játékosok rendelkezésére. Ha öt ilyen játékpár (összesen 10 játszma) alatt nem dől el a mérkőzés, akkor egy Armageddon („hirtelen halál”) játékra kerül sor, amelyben világos 5 percet, sötét 4 percet kap. A 60. lépés után lépésenként 3 másodperc többletidőt kapnak. Döntetlen esetén sötét győzelmét hirdetik ki.

## A világbajnoki döntő eredményei
| Dátum       | Játszma   | Muzicsuk | Hou Ji-fan | Mérkőzés állása | Játszma |
| ----------- | --------- | -------- | ---------- | --------------- | ------- |
| március 2.  | 1.        | ½        | ½          | ½–½             | C50     |
| március 3.  | 2.        | 0        | 1          | ½–1½            | C80     |
| március 5.  | 3.        | ½        | ½          | 1–2             | E01     |
| március 6.  | 4.        | ½        | ½          | 1½–2½           | C83     |
| március 8.  | 5.        | ½        | ½          | 2–3             | A11     |
| március 9.  | 6.        | 0        | 1          | 2–4             | C50     |
| március 11. | 7.        | ½        | ½          | 2½–4½           | C80     |
| március 12. | 8.        | ½        | ½          | 3–5             | A46     |
| március 14. | 9.        | 0        | 1          | 3–6             | B59     |
| március 16. | 10.       |          |            |                 |         |
| március 18. | Rájátszás |          |            |                 |         |